# مزرعه مستوفی
مزرعه مستوفی یا مهدی‌آباد روستایی در دهستان شیرکوه بخش مرکزی شهرستان تفت استان یزد ایران است.

## جمعیت
بر پایه سرشماری عمومی نفوس و مسکن در سال ۱۳۹۵ جمعیت این روستا ۳۳ نفر (۱۴خانوار) بوده‌است.